# Ииде
Ииде (яп. 飯豊町 Иидэ-мати) — посёлок в Японии, находящийся в уезде Нисиокитама префектуры Ямагата. Площадь посёлка составляет 329,60 км², население — 7450 человек (1 августа 2014), плотность населения — 22,60 чел./км².

## Географическое положение
Посёлок расположен на острове Хонсю в префектуре Ямагата региона Тохоку. С ним граничат города Йонедзава, Нагаи, Китаката и посёлки Огуни, Каваниси, Ага.

## Население
Население посёлка составляет 7450 человек (1 августа 2014), а плотность — 22,60 чел./км². Изменение численности населения с 1980 по 2005 годы:
| 1980 | 10 220 чел. |  |
| 1985 | 10 131 чел. |  |
| 1990 | 9880 чел.   |  |
| 1995 | 9538 чел.   |  |
| 2000 | 9204 чел.   |  |
| 2005 | 8623 чел.   |  |

## Символика
Деревом посёлка считается клён, цветком — лилия.